# Pecara Stadion
Pecarara Stadion er et multistadion i Široki Brijeg i Bosnien. Det mest bruges til fodbold og er hjemmebane for NK Široki Brijeg. Stadionet bruges også til at afholde fodboldfinalen i turneringen mjesne zajednice. Det har en kapacitet på op til 10.000 tilskuere.
| Fodbold | Spire Denne artikel om fodbold er en spire som bør udbygges. Du er velkommen til at hjælpe Wikipedia ved at udvide den. |

43°24′N 17°36′Ø / 43.4°N 17.6°Ø